# Vana-Koiola
Koordinaten: 57° 58′ N, 27° 3′ O

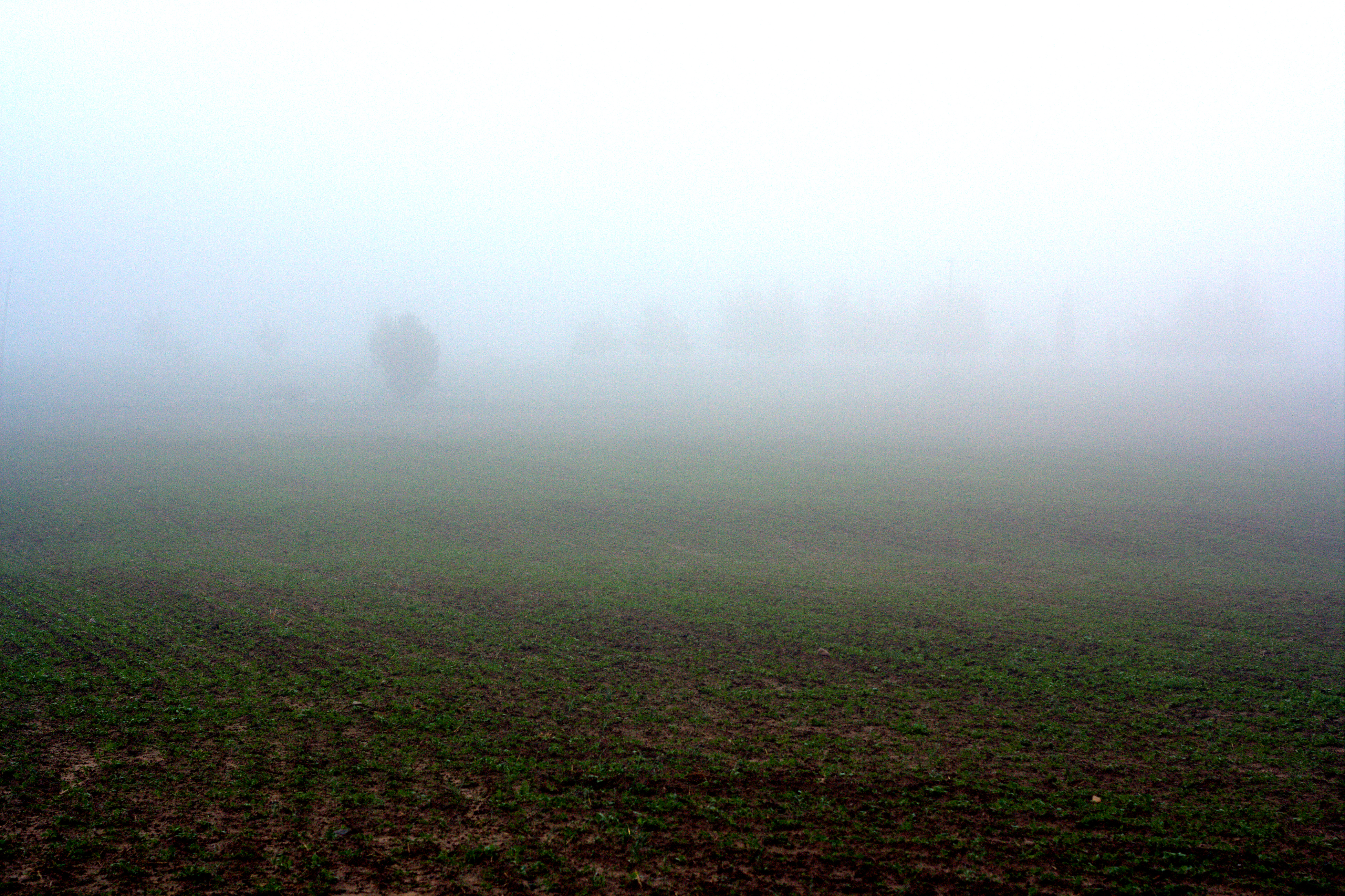
Nebel über Vana-Koiola

Vana-Koiola (deutsch Alt-Koiküll-Kirrumpäh) ist ein Dorf (estnisch küla) im Südosten Estlands. Es gehört zur Gemeinde Põlva (bis 2017 Laheda) im Kreis Põlva.

## Beschreibung
Das Dorf hat 84 Einwohner (Stand 31. Dezember 2011). Es liegt zwölf Kilometer nördlich der Stadt Võru. In der Nähe befinden sich die Seen Vana-Koiola järv (7,2 Hektar), Soojärv (1,2 Hektar), Lauga järv (13,6 Hektar) und Karsna järv (16,3 Hektar).
1627 wurde der Hof Koykull erstmals urkundlich erwähnt. In dem Ort befinden sich heute ein Kulturhaus und eine Bibliothek. Von 1926 bis 2010 gab es im Dorf eine Schule.

## Persönlichkeiten
In Vana-Koiola wurde der Ornithologe Mihkel Härms (1874–1941) geboren.